# Cool Cat (Looney Tunes)
Pour l’article homonyme, voir Cool Cat (film).
Cool Cat est un personnage des cartoons Looney Tunes. C'est un tigre anthropomorphe créé par Alex Lovy. Sa première apparition date de 1967 dans le dessin animé Cool Cat (1967).

## Filmographie
- Cool Cat (1967)
- Une course de fantôme (Big Game Haunt) (1968)
- Hippydrome Tiger (1968)
- 3 Ring Wing-Ding (1968)
- Bugged by a Bee (1969)
- Injun Trouble (1969)